# Bàner

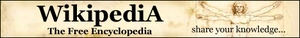
Banner de Wikipedia.

Un bàner, de l'anglès banner, és un format publicitari a l'Internet. Aquesta forma de publicitat en línia consisteix a incloure una peça publicitària dins d'una pàgina web. Pràcticament en la totalitat dels casos, el seu objectiu és atreure tràfic cap al lloc web de l'anunciant que, sovint, paga per la seva inclusió.
Els bàners es solen crear amb imatges (GIF, JPEG o PNG), o amb animacions creades a partir de tecnologies com Java, Adobe Shockwave o Flash. Estan dissenyats amb l'objectiu de cridar l'atenció, resultar notoris i comunicar el missatge desitjat. Per tant, aquests bàners poden no mantenir la línia gràfica del lloc web on són.

## Eficàcia comunicativa
Cada vegada que un usuari accedeix a una pàgina web concreta en què s'ha previst la inclusió d'un bàner, aquest apareix. Això es coneix com a «impressió». En els formats habituals, quan l'usuari fa clic sobre el bàner, se'l redirigeix automàticament a un altre lloc web, definit per l'anunciant, acció coneguda com a «clics d'entrada».
Quan es relaciona el nombre de clics d'entrada amb les impressions, s'obté una taxa denominada ràtio de clics d'entrada (CTR per les seves sigles en anglès, Click through ràtio) que mesura el nombre de vegades que algú ha fet clic sobre el bàner, respecte al nombre de cops que s'ha mostrat l'esmentat bàner. Aquesta taxa pot variar moltíssim en funció de la campanya de publicitat, però es pot considerar acceptable si fluctua entre el 0,1% i l'1%.
Habitualment, el CTR és el principal indicador que es fa servir per a mesurar l'eficàcia d'una campanya de publicitat en línia. De vegades, serveix també per a determinar el cost que l'anunciant pagarà per la campanya, encara que fonamentalment aquest cost ve determinat pel nombre d'impressions.

## Format
El format clàssic dels bàners és horitzontal, encara que existeixen molts altres formats en funció del suport -el lloc web que els acull. De forma comuna, el terme bàner s'empra per a referir-se a tota mena de formats publicitaris en línia, encara que existeixen peces de molt diferents característiques. Entre d'altres:
- Robapàgines, de format quadrat o rectangular. Els formats de robapàgines més freqüents són: 200x200, 250x250, 250x350 i el 350x250, sent aquest últim el més utilitzat.
- Gratacels o  Banner skyscraper , quan el format és vertical; les seves mesures solen ser 120x600 i 160x600. També pot ser flotant, desplaçant-se de dalt cap a baix segons l'usuari baixi o pugi dins el lloc web.
- Botó, en formats petits.
- Capa bàner, quan hi ha publicitat que apareix sobre-impressionada.

## Bàner per a imatge de companyia
Els bàners es van crear originalment per a dirigir públic entre diferents llocs web, però, pel seu baix CTR, moltes companyies els utilitzen com a publicitat equivalent a una tanca publicitària.
En comptes de mostrar bàners amb només referència sobre un servei o article, es col·loca la imatge de la pàgina web o de la companyia objectiu. Atès que la majoria dels usuaris els miren encara que no hi facin clic, aquests bàners tenen prou impacte i s'utilitzen com una eina de màrqueting.